# بژکینگتس
بژکینگتس (به لهستانی:  Brzekiniec) یک روستا در لهستان است که در گمینا بوزنگ واقع شده‌است.